# 교훈이 담긴 옛날 이야기 또는 콩트

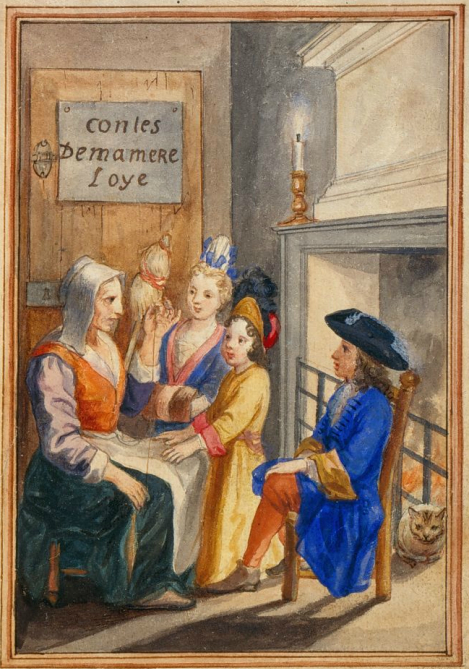

교훈이 담긴 옛날 이야기 또는 콩트는 프랑스의 작가 샤를 페로가 1697년 발표한 콩트집이다. 《거위 아줌마의 콩트》라는 부제로도 유명하다. 페로의 대표적인 콩트 열 한 편이 담겨있다.

## 기원
이 콩트 모음집의 기원은 샤를 페로의 셋째 아들 삐에르에서 발견할 수 있다. 세 아들의 교육을 직접 맡았던 샤를은 아들들에게 작문 숙제를 자주 내 주었는데 특히 삐에르가 유난히 문필이 뛰어났다. 1694년 샤를은 15세가 된 삐에르가 공책에 적은 다섯 편의 콩트가 비록 서툰 면이 있지만 흥미로운 데다가 삐에르가 당시 비슷한 나이의 왕녀 엘리자스 샤를롯 도를레앙의 개인비서가 되어 출세를 할 수 있도록 글을 손보기 시작한다.
삐에르가 적은 주제를 기초로 하여 샤를은 《잠자는 숲 속의 미녀》,《빨간 모자》, 《푸른 수염》, 《고양이 나리 또는 장화 신은 고양이》, 《요정들》등을 지었고, 전문 서예가에게 맡겨 아름다운 글씨체로 필사하게 하였다. 여기에 샤를은 각 콩트의 주제에 맞는 그림을 직접 그려 넣기도 하였으며, 붉은 가죽 장정으로 제본을 하고 오를레엉 가문의 문장을 새겨 넣어 1694년 말 또는 1695년 초에, 아들 삐에르의 이름으로 그녀에게 보내게 된다.

## 출판
1697년 샤를 페로는 이 책에 세 편의 이야기, 즉 《썽드리용 또는 작은 유리신》, 《삐죽 머리 리께》, 《엄지 동자》를 덧붙여 《교훈이 담긴 옛날 이야기 또는 콩트. 부제 : 거위 아줌마의 꽁뜨》라는 제목으로 출판한다. 그리고 여기에는 그 이전 이미 출판되었던 세 편의 운문 콩트, 즉 《그리젤리디쓰》, 《우스운 소원》, 《당나귀 가죽》 역시 함께 수록되었다.

## 저자 논란
지금까지 이야기들의 정확한 저자가 누구인지에 대해 논란이 있다. 정확하게 어디까지가 삐에르의 역할이고, 어디서부터 샤를의 수정이 시작되었는가를 가늠하는 것은 불가능하다. 엘리자벳-샤를롯 도를레엉에게 바쳐진 헌사문은 삐에르의 이름으로 쓰여졌고, 그는 여기서 자신이 직접 콩트들을 지었다고 말하고 있으나, 이 헌사문 자체가 바로 아버지 샤를에 의해서 쓰여졌음은 오늘날 전문가들에 의해 의혹의 여지가 없는 것으로 인정되고 있다.

## 원문읽기
- 프랑스 국립 도서관